# Bensoesyra

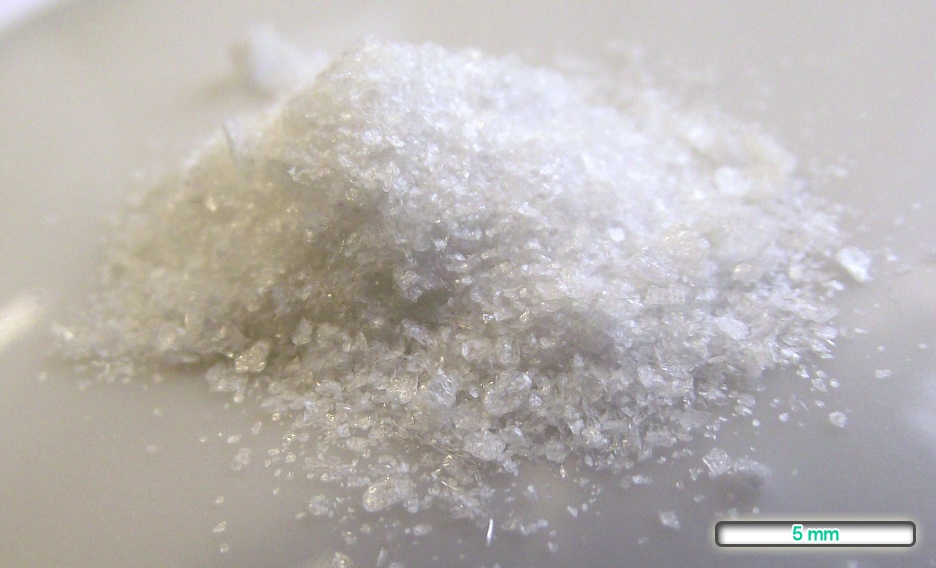

Bensoesyra (kemisk formel C6H5COOH) är en aromatisk karboxylsyra. Dess salter och estrar kallas bensoater.

## Historia
Ämnet framställdes första gången 1560 av Alexius Pedemontanus genom destillation av bensoeharts, som har fått ge namn åt syran. 1832 fastställdes ämnets struktur av Justus von Liebig och Friedrich Wöhler.

## Egenskaper
Koncentrerad bensoesyra framträder som nålformiga vita kristaller med sidenglans och smältpunkt 121 – 124 °C. Syrakonstanten pKa för syran är 4,20. Vattenlösningar är måttligt sura. Bensoesyra bildar lätt salter, bensoater, med baser. Lösligheten i kallt vatten är låg men ökar markant vid ökad temperatur.

## Framställning
Numera framställs bensoesyra genom oxidation av toluen (C7H8) med kobolt- eller mangan-naftenat som katalysator.

## Användning
Bensoesyra förekommer naturligt i bland annat lingon, hjortron och tranbär där det fungerar som konserveringsmedel. Ämnet tillsätts även andra livsmedel för att förhindra mögel. Bensoesyra har E-nummer 210.

## Källhänvisningar
1. ↑  "bensoesyra". NE.se. Läst 19 november 2014.